# AEGIS (rede)

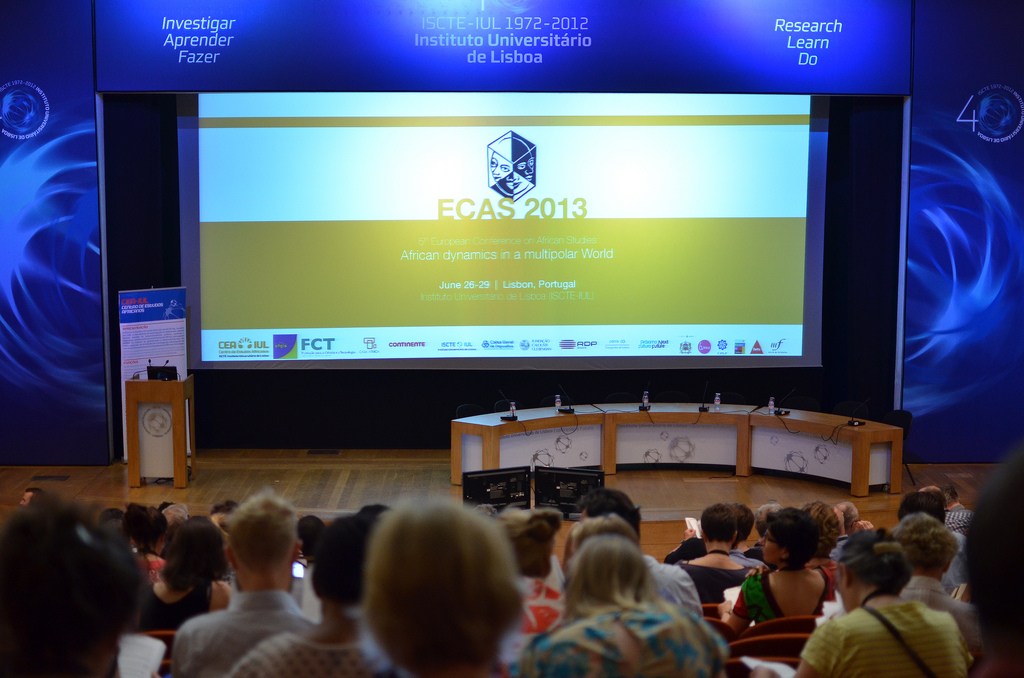
ECAS em Lisboa (2013)

O AEGIS (Africa-Europe Group of Interdisciplinary Studies) é uma rede europeia de centros de estudos africanos, nomeadamente em ciências sociais  - da antropologia, ciência política e sociologia à economia, história, psicologia social e relações internacionais. A sua finalidade é a de criar sinergias no domínio da produção e disseminação de conhecimentos sobre as sociedades africanas contemporâneas.

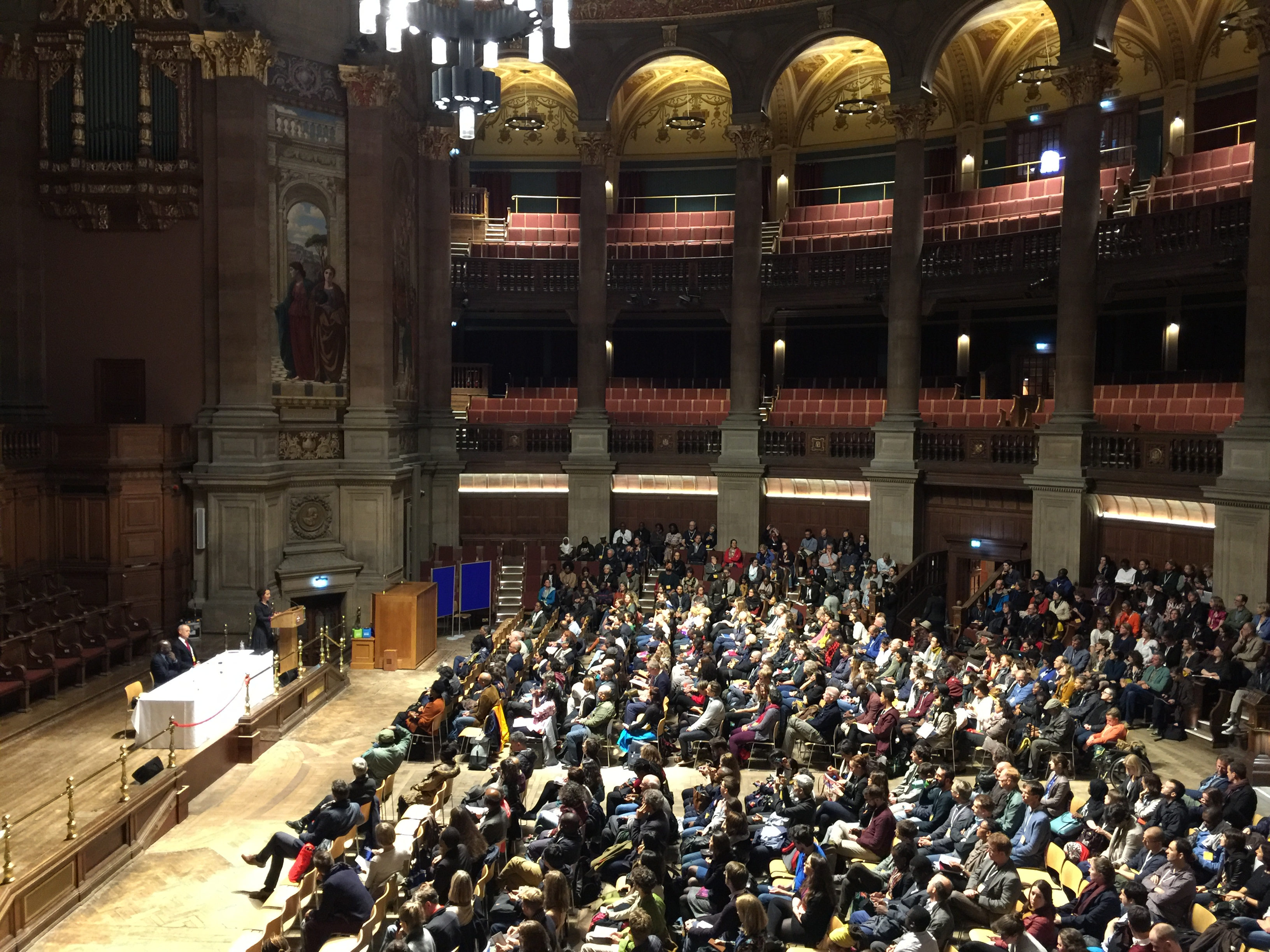
ECAS em Edimburgo (2019)

Fundada em 1991 pelos centros de estudos africanos de Bayreuth, Bordéus, Londres e Leiden, o AEGIS cresceu continuamente, nas décadas subsequentes, abrangendo hoje (2012) um total de 31 centros sediados em 14 países europeus. Inicialmente teve um funcionamento inteiramente informal, concentrando-se em reuniões anuais no intercâmbio de experiências e de resultados de investigações. Em 1998 adoptou estatutos formais e elegeu um primeiro comité executivo, composto por Patrick Chabal (Londres, presidente), Gerti Hesseling (Leiden) e Franz-Wilhelm Heimer (Lisboa). Actualmente (2012) o comité é presidido por Paul Nugent (Edimburgo) e inclui Manuel João Ramos (Lisboa).

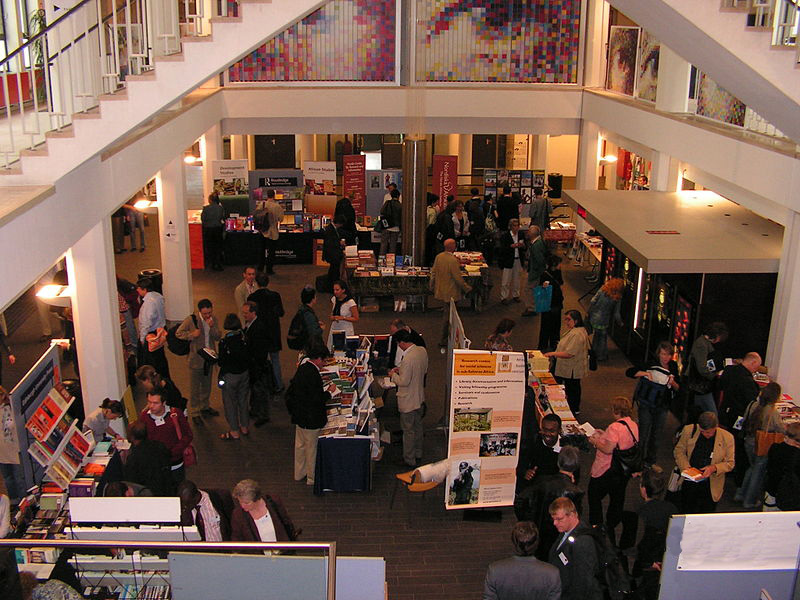
Conferência em Leiden (2007)

A partir de 2000, o AEGIS passou a organizar, em intervalos irregulares, conferências internacionais sempre subordinadas a uma dada temática, tendo a primeira "conferência temática" tido lugar em Lisboa, sob a responsabilidade do Centro de Estudos Africanos do ISCTE - Instituto Universitário de Lisboa.

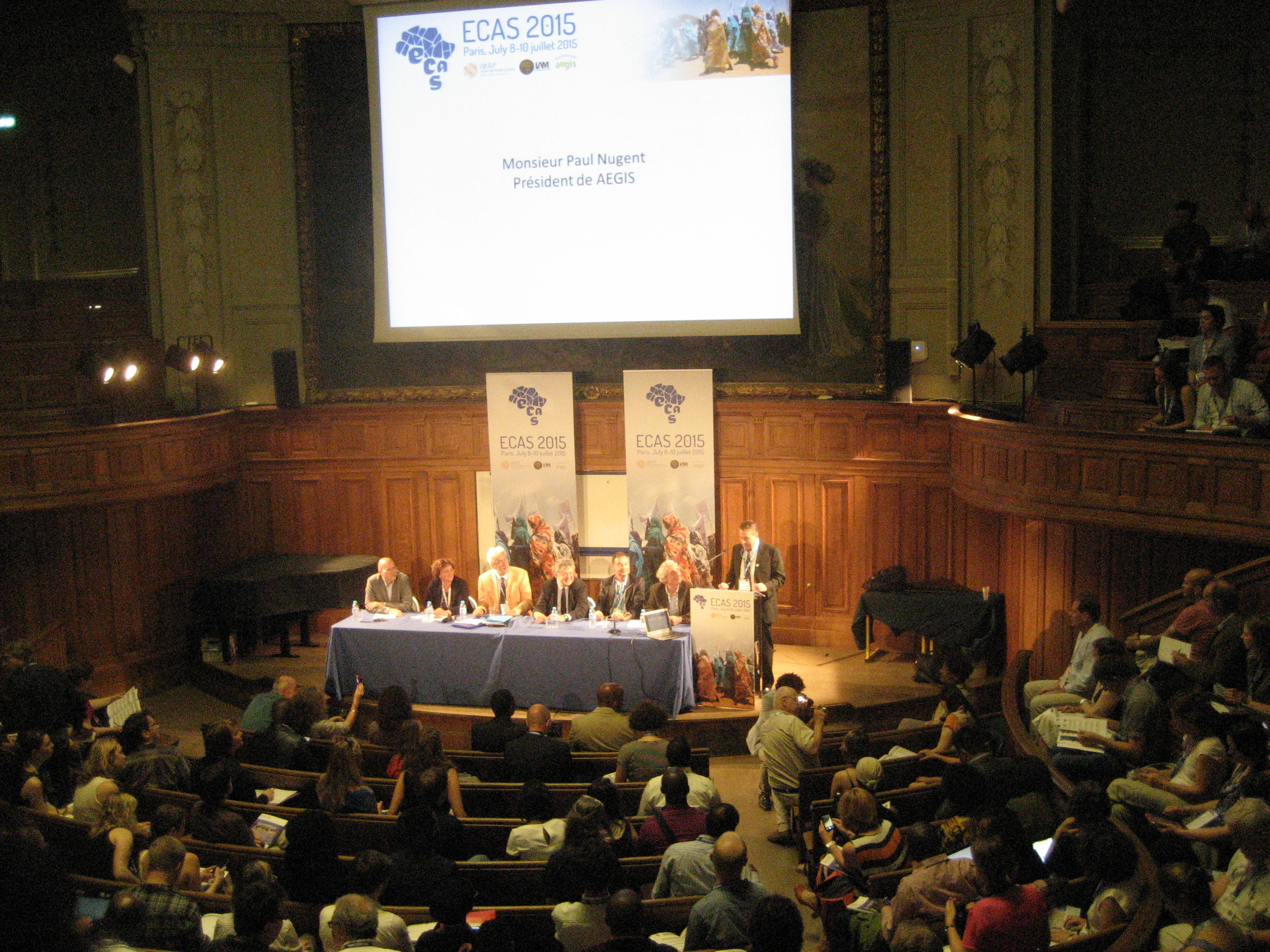
ECAS em Paris (2015)

A partir de 2005, a actividade principal do AEGIS passaram a ser as Conferências Europeias de Estudos Africanos (European Conferences on African Studies, ECAS) que se realizam de dois em dois anos. Estas conferências, embora adoptem habitualmente um determinado lema, são o quadro de, em cada edição, uma larga centena de painéis sobre os temas mais diversos. A sua primeira edição teve lugar em Londres, as seguintes em Leiden (2007), Leipzig (2009) e Uppsala. Em 2013, a 5ª edição realizou-se em Lisboa, e as seguintes em Paris (2015) e Basileia (2017). As ECAS têm vindo a contar com cerca de mil participantes oriundos não apenas da Europa, mas numa medida significativa de África, havendo inclusive presenças cada vez mais expressivas de africanistas da América do Norte e do Sul.